# Karosa C 735
A Karosa C 735 a Karosa Állami vállalat által 1992 és 1996 között gyártott cseh helyközi autóbusz, a Karosa C 734 utódja. Utódja a Karosa C 744 helyközi autóbusz. 

## Műszaki adatok
A Karosa C 735 a Karosa 700 sorozat modellje. A C 735 a Karosa C 734-en alapul. A karosszéria félig önhordó vázzal és motorral, kézi sebességváltóval a hátsó részen. Csak a hátsó tengely van meghajtva. Az első tengely független, a hátsó tengely szilárd. Minden tengely légrugós felfüggesztésre van felszerelve. A jobb oldalon két ajtó van. A vezetőfülke nem különül el a jármű többi részétől.

## Gyártás és üzemeltetés
1992-ben kezdődött a sorozatgyártás, amely 1997-ig folytatódott.
Jelenleg a Karosa C 735 buszok száma a buszok magas életkora miatt csökken.